# Zorbing

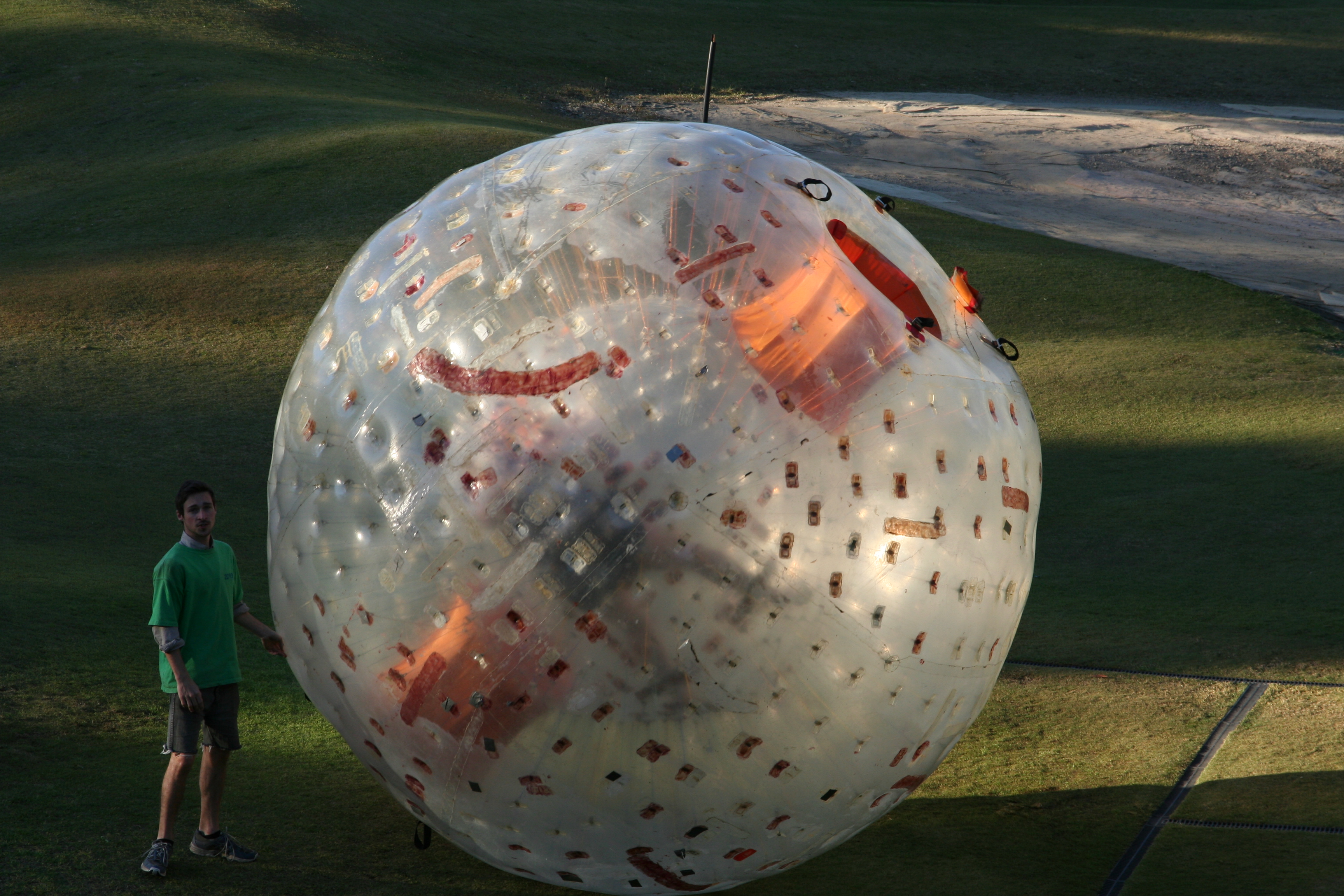
Kula - "zorba"

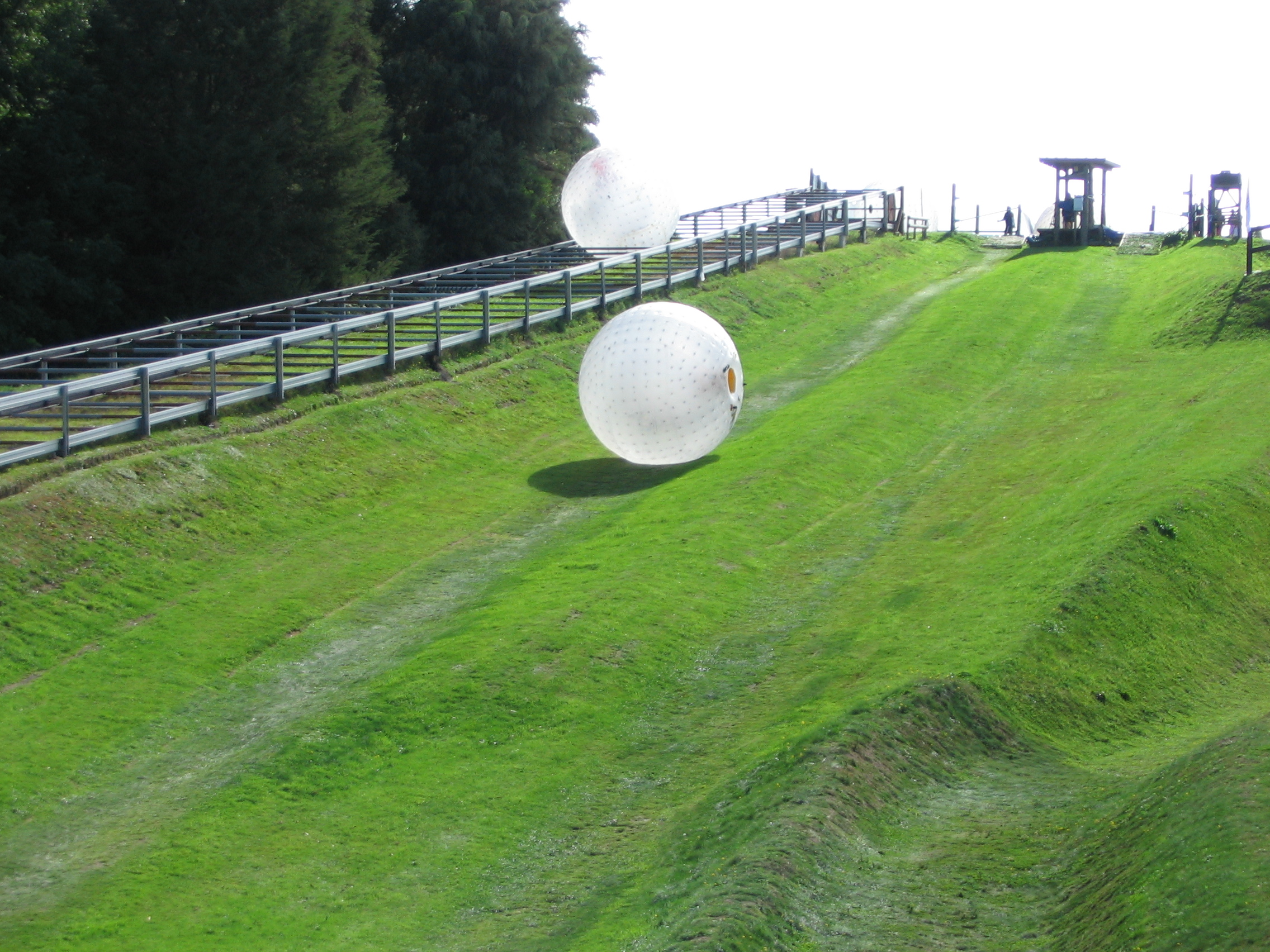
Zorbing

Zorbing – zabawa polegająca na staczaniu się ze zbocza lub spływaniu rwącą rzeką, strumieniem w plastikowej, nadmuchiwanej, wykonanej z materiałów odpornych na uszkodzenia podwójnej kuli "zorba".
Kula wyposażona jest w pasy bezpieczeństwa.
Pomysł na zorbing powstał w Nowej Zelandii, a jego autorami są Zorbs Dwane i Andrew Akers. Stworzyli oni plastikową kulę (początkowo o szerokości 1 m). Nieco później kulę powiększono do 3,2 m średnicy zewnętrznej.